# Dalophia
Dalophia is een geslacht van wormhagedissen uit de familie wormhagedissen sensu stricto (Amphisbaenidae).

## Naam en indeling
De wetenschappelijke naam van de groep werd voor het eerst voorgesteld door John Edward Gray in 1865. Er zijn zes soorten die voorkomen in delen van Afrika, ten zuiden van de Sahara.

## Verspreiding en habitat
Alle soorten komen voor in delen van Afrika en leven in de landen Angola, Botswana, Congo-Kinshasa, Namibië, Mozambique, Zambia, Zimbabwe en Zuid-Afrika.

### Soorten
Het geslacht omvat de volgende soorten die onderstaand zijn weergegeven, met de auteur en het verspreidingsgebied.
| Naam                  | Auteur                   | Verspreidingsgebied                                                  |
| --------------------- | ------------------------ | -------------------------------------------------------------------- |
| Dalophia angolensis   | Gans, 1976               | Angola, Zambia                                                       |
| Dalophia ellenbergeri | Angel, 1920              | Angola, Zambia                                                       |
| Dalophia gigantea     | Peracca, 1903            | Congo-Kinshasa                                                       |
| Dalophia longicauda   | Werner, 1915             | Namibië, Botswana, Zimbabwe, Zambia                                  |
| Dalophia luluae       | de Witte & Laurent, 1942 | Congo-Kinshasa                                                       |
| Dalophia pistillum    | Boettger, 1895           | Zimbabwe, Angola, Namibië, Zuid-Afrika, Botswana, Mozambique, Zambia |